# Bathyraja pallida
Bathyraja pallida е вид хрущялна риба от семейство Arhynchobatidae. Видът не е застрашен от изчезване.

## Разпространение и местообитание
Разпространен е във Великобритания (Северна Ирландия), Гърнси, Джърси, Ирландия и Франция.
Среща се на дълбочина от 2400 до 2950 m.

## Описание
На дължина достигат до 1,6 m.